# 小行星5787
小行星5787（英語：5787）是一颗围绕太阳公转的小行星。1992年3月26日，上田清二、金田宏在钏路市发现了此天体。
这颗小行星的绝对星等为24.615978820356等。